# Claracq
Pour l’article ayant un titre homophone, voir Clarac.
Claracq (en béarnais Clarac) est une commune française, située dans le département des Pyrénées-Atlantiques en région Nouvelle-Aquitaine.

## Géographie

### Localisation
La commune de Claracq se trouve dans le département des Pyrénées-Atlantiques, en région Nouvelle-Aquitaine.
Elle se situe à 31 km par la route de Pau, préfecture du département, et à 20 km de Serres-Castet, bureau centralisateur du canton des Terres des Luys et Coteaux du Vic-Bilh dont dépend la commune depuis 2015 pour les élections départementales. 
La commune fait en outre partie du bassin de vie de Garlin.
Les communes les plus proches sont : 
Ribarrouy (2,5 km), Garlède-Mondebat (2,8 km), Lalonquette (3,1 km), Carrère (3,4 km), Boueilh-Boueilho-Lasque (3,6 km), Taron-Sadirac-Viellenave (3,9 km), Mouhous (4,0 km), Miossens-Lanusse (4,8 km).
Sur le plan historique et culturel, Claracq fait partie de la province du Béarn, qui fut également un État et qui présente une unité historique et culturelle à laquelle s’oppose une diversité frappante de paysages au relief tourmenté.

### Communes limitrophes
Les communes limitrophes sont  Boueilh-Boueilho-Lasque, Carrère, Garlède-Mondebat, Lalonquette, Miossens-Lanusse, Mouhous, Ribarrouy et Taron-Sadirac-Viellenave.
| Garlède-Mondebat | Boueilh-Boueilho-Lasque | Ribarrouy                |
| Lalonquette      | Claracq                 | Taron-Sadirac-Viellenave |
| Miossens-Lanusse | Carrère                 | Mouhous                  |

### Hydrographie

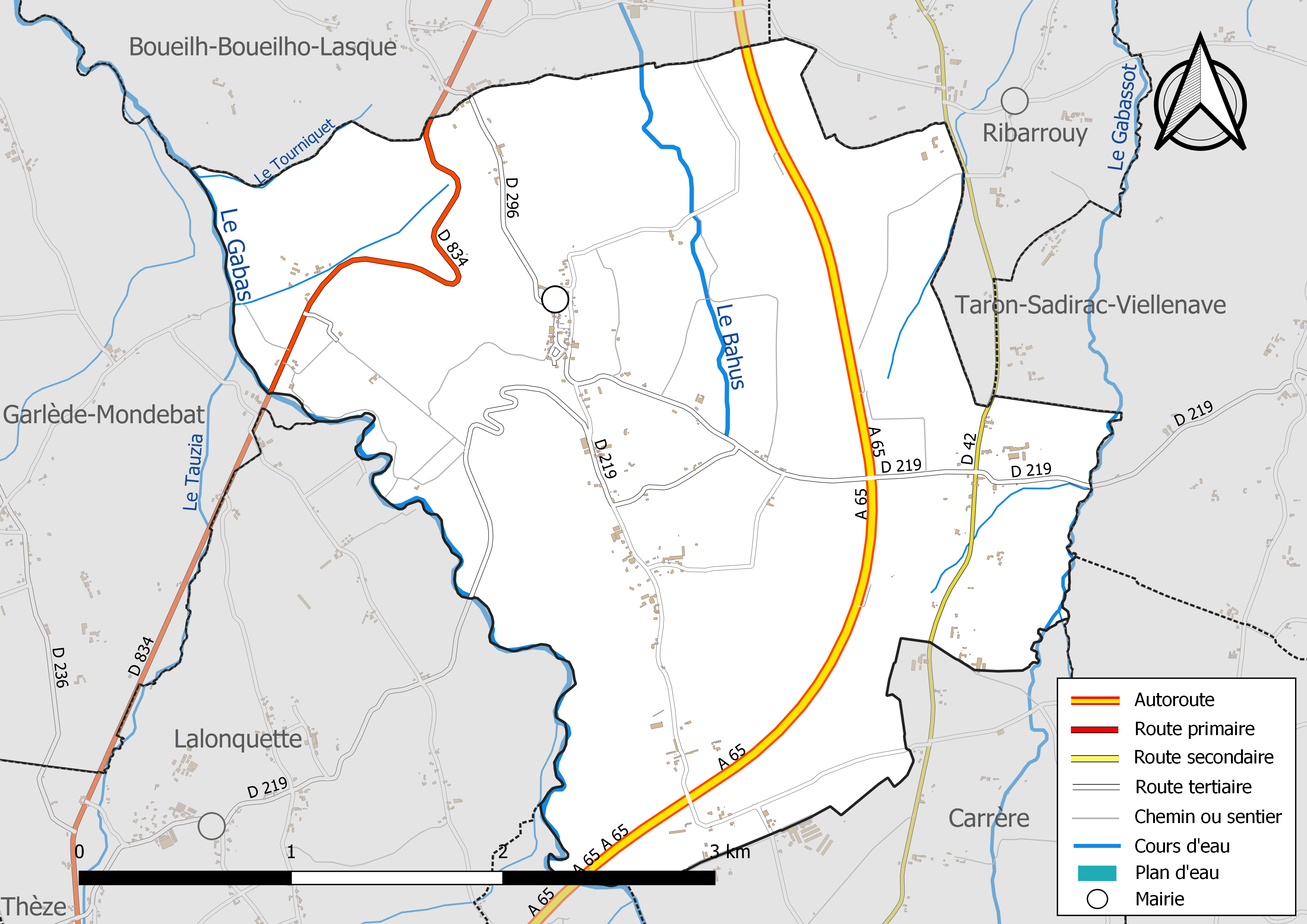
Réseaux hydrographique et routier de Claracq.

La commune est drainée par le Gabas, le Bahus, le Gabassot, le Tourniquet, et par divers petits cours d'eau, constituant un réseau hydrographique de 9 km de longueur totale,.
Le Gabas, d'une longueur totale de 116,7 km, prend sa source dans la commune d'Ossun et s'écoule du sud-est vers le nord-ouest. Il traverse la commune et se jette dans l'Adour à Souprosse, après avoir traversé 43 communes.
Le Bahus, d'une longueur totale de 47,9 km, prend sa source dans la commune et s'écoule du sud vers le nord. Il traverse la commune et se jette dans l'Adour à Saint-Sever, après avoir traversé 16 communes.
Le Gabassot, d'une longueur totale de 17,4 km, prend sa source dans la commune de Sévignacq et s'écoule du sud vers le nord. Il traverse la commune et se jette dans le Lées à Castetbon, après avoir traversé 9 communes.

### Climat
Pour des articles plus généraux, voir Climat de la Nouvelle-Aquitaine et Climat des Pyrénées-Atlantiques.
Historiquement, la commune est exposée à un climat de montagne.  
En 2020, Météo-France publie une typologie des climats de la France métropolitaine dans laquelle la commune est toujours exposée à un climat de montagne et est dans la région climatique Pyrénées atlantiques, caractérisée par une pluviométrie élevée (>1 200 mm/an) en toutes saisons, des hivers très doux (7,5 °C en plaine) et des vents faibles.
Pour la période 1971-2000, la température annuelle moyenne est de 13,1 °C, avec une amplitude thermique annuelle de 14,5 °C. Le cumul annuel moyen de précipitations est de 1 109 mm, avec 11,9 jours de précipitations en janvier et 8 jours en juillet. Pour la période 1991-2020, la température moyenne annuelle observée sur la station météorologique la plus proche, située sur la commune de Mont-Disse à 13 km à vol d'oiseau, est de 13,9 °C et le cumul annuel moyen de précipitations est de 1 010,8 mm,. Pour l'avenir, les paramètres climatiques de la commune estimés pour 2050 selon différents scénarios d’émission de gaz à effet de serre sont consultables sur un site dédié publié par Météo-France en novembre 2022.

### Milieux naturels et biodiversité
Aucun espace naturel présentant un intérêt patrimonial n'est recensé sur la commune dans l'inventaire national du patrimoine naturel,,.

## Urbanisme

### Typologie
Au 1er janvier 2024, Claracq est catégorisée commune rurale à habitat très dispersé, selon la nouvelle grille communale de densité à sept niveaux définie par l'Insee en 2022.
Elle est située hors unité urbaine. Par ailleurs la commune fait partie de l'aire d'attraction de Pau, dont elle est une commune de la couronne,. Cette aire, qui regroupe 227 communes, est catégorisée dans les aires de 200 000 à moins de 700 000 habitants,.

### Occupation des sols

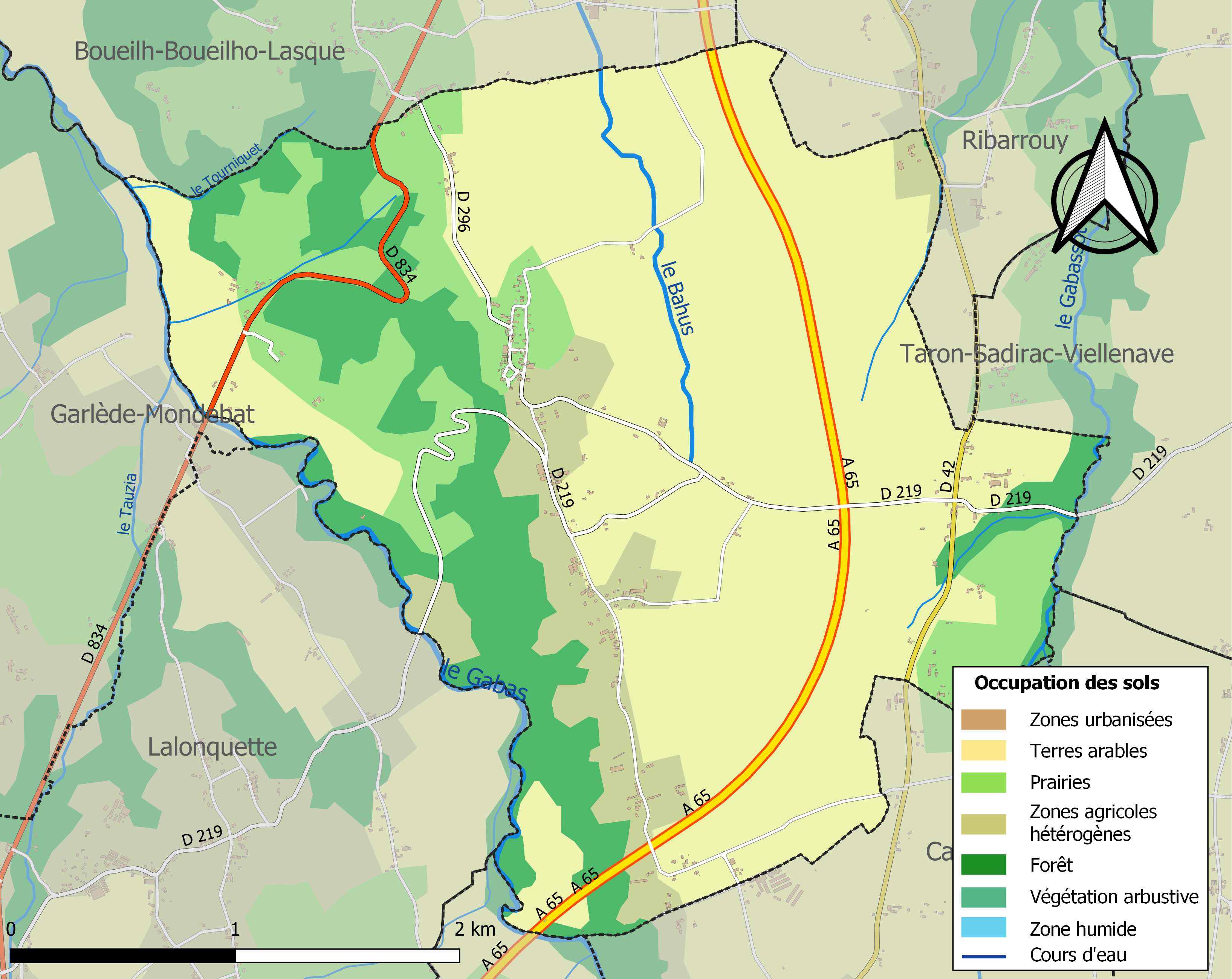
Carte des infrastructures et de l'occupation des sols de la commune en 2018 (CLC).

L'occupation des sols de la commune, telle qu'elle ressort de la base de données européenne d’occupation biophysique des sols Corine Land Cover (CLC), est marquée par l'importance des territoires agricoles (83,5 % en 2018), une proportion sensiblement équivalente à celle de 1990 (83,4 %). La répartition détaillée en 2018 est la suivante : 
terres arables (61 %), forêts (16,5 %), prairies (13,6 %), zones agricoles hétérogènes (9 %). L'évolution de l’occupation des sols de la commune et de ses infrastructures peut être observée sur les différentes représentations cartographiques du territoire : la carte de Cassini (XVIIIe siècle), la carte d'état-major (1820-1866) et les cartes ou photos aériennes de l'IGN pour la période actuelle (1950 à aujourd'hui).

### Lieux-dits et hameaux
- Bégué ;
- la Butte ;
- Cazenave ;
- Espialoup ;
- Lourette ;
- Mouly.

### Voies de communication et transports
La commune est desservie par la route nationale 134 et par les départementales 42, 219 et 296.

### Risques majeurs
Le territoire de la commune de Claracq est vulnérable à différents aléas naturels : météorologiques (tempête, orage, neige, grand froid, canicule ou sécheresse), inondations et séisme (sismicité modérée). Il est également exposé à deux risques technologiques,  le transport de matières dangereuses et la rupture d'un barrage. Un site publié par le BRGM permet d'évaluer simplement et rapidement les risques d'un bien localisé soit par son adresse soit par le numéro de sa parcelle.

#### Risques naturels
Certaines parties du territoire communal sont susceptibles d’être affectées par le risque d’inondation par une crue à  débordement lent de cours d'eau, notamment le Gabassot, le Bahus et le Gabas. La commune a été reconnue en état de catastrophe naturelle au titre des dommages causés par les inondations et coulées de boue survenues en 1982 et 2009,.

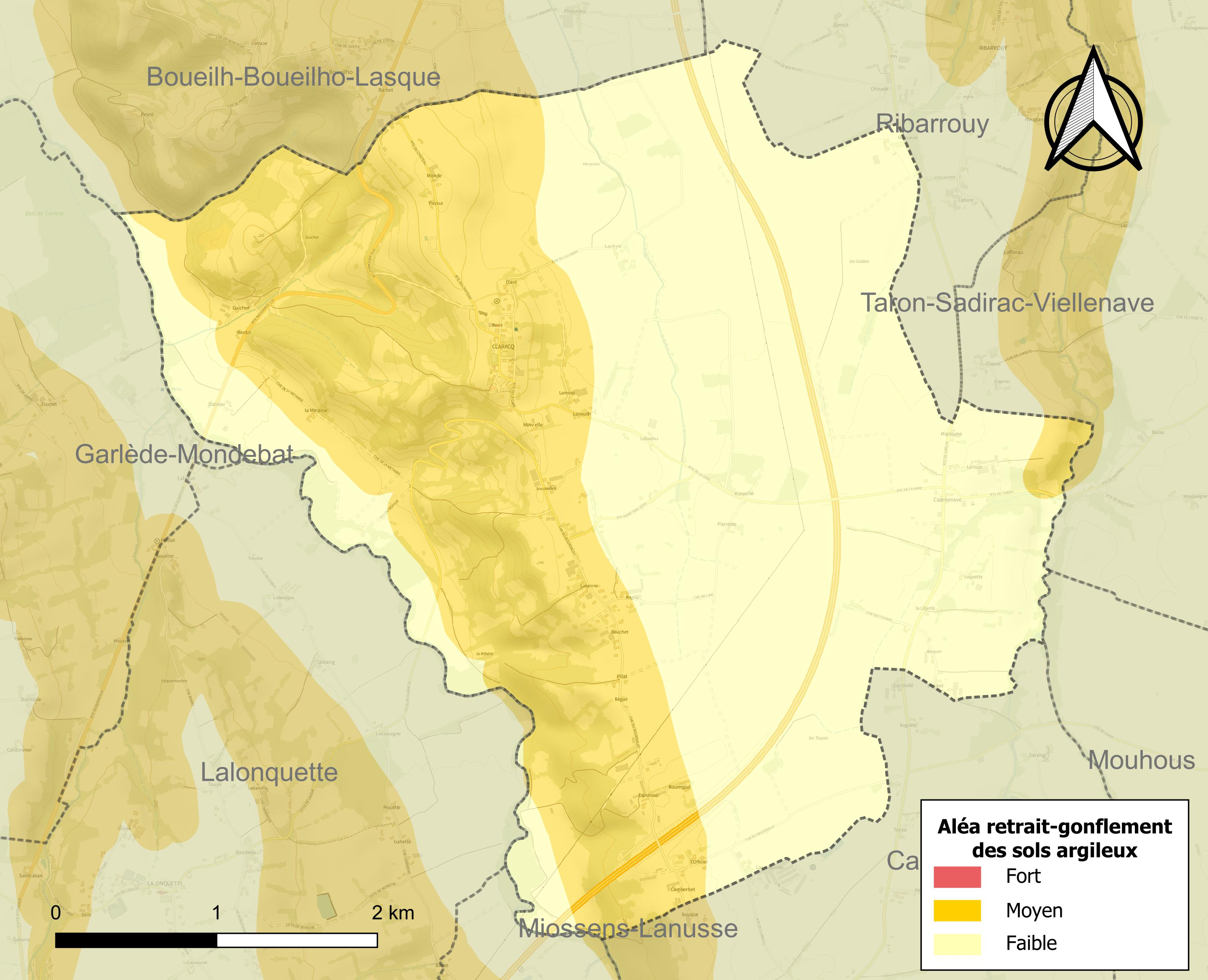
Carte des zones d'aléa retrait-gonflement des sols argileux de Claracq.

Le retrait-gonflement des sols argileux est susceptible d'engendrer des dommages importants aux bâtiments en cas d’alternance de périodes de sécheresse et de pluie. 40,6 % de la superficie communale est en aléa moyen ou fort (59 % au niveau départemental et 48,5 % au niveau national). Depuis le 1er octobre 2020, en application de la loi ELAN, différentes contraintes s'imposent aux vendeurs, maîtres d'ouvrages ou constructeurs de biens situés dans une zone classée en aléa moyen ou fort,.

#### Risque technologique
La commune est en outre située en aval de barrages de classe A. À ce titre elle est susceptible d’être touchée par l’onde de submersion consécutive à la rupture de cet ouvrage.

## Toponymie
Le toponyme Claracq apparaît sous les formes 
Claracum (XIIe siècle, collection Duchesne volume CXIV), 
Clerac (XIIIe siècle, fors de Béarn), 
la forteresse de Clarac (1443, règlement de la Cour Majour) et 
Claracq en Vic-Bilh (1753, dénombrement de Claracq).

## Histoire
Le domaine gallo-romain de Clarus devint un village protégé par un castera sur l'emplacement duquel se trouve le château aujourd'hui propriété de la commune.
Paul Raymond note qu'en 1385, Claracq comptait quarante-sept feux et dépendait du bailliage de Pau.
Au XVIe siècle, Claracq dépendait de la baronnie de Coarraze. En 1546, Garlède et Claracq ne formaient qu'une seule et même commune.

## Politique et administration
| Période    | Période  | Identité              | Étiquette | Qualité |
| ---------- | -------- | --------------------- | --------- | ------- |
| avant 1988 | 1995     | Jean Estében          |           |         |
| 1995       | 2008     | Jean Bousquet         |           |         |
| 2008       | 2014     | Bernard Cassou        |           |         |
| 2014       | En cours | Claude Cassou-Lalanne |           |         |

### Intercommunalité
Claracq fait partie de quatre structures intercommunales :
- la communauté de communes des Luys en Béarn ;
- le SIVOS Carrère - Claracq ;
- le syndicat d’énergie des Pyrénées-Atlantiques ;
- le syndicat intercommunal d’alimentation en eau potable Luy - Gabas - Lées.

Claracq accueille le siège du SIVOS Carrère - Claracq.

## Population et société

### Démographie
L'évolution du nombre d'habitants est connue à travers les recensements de la population effectués dans la commune depuis 1793. Pour les communes de moins de 10 000 habitants, une enquête de recensement portant sur toute la population est réalisée tous les cinq ans, les populations de référence des années intermédiaires étant quant à elles estimées par interpolation ou extrapolation. Pour la commune, le premier recensement exhaustif entrant dans le cadre du nouveau dispositif a été réalisé en 2005.

En 2022, la commune comptait 237 habitants, en évolution de +3,95 % par rapport à 2016 (Pyrénées-Atlantiques : +3,78 %, France hors Mayotte : +2,11 %).
| 1793 | 1800 | 1806 | 1821 | 1831 | 1836 | 1841 | 1846 | 1851 |
| ---- | ---- | ---- | ---- | ---- | ---- | ---- | ---- | ---- |
| 368  | 332  | 353  | 387  | 453  | 388  | 458  | 433  | 430  |

| 1856 | 1861 | 1866 | 1872 | 1876 | 1881 | 1886 | 1891 | 1896 |
| ---- | ---- | ---- | ---- | ---- | ---- | ---- | ---- | ---- |
| 460  | 417  | 437  | 416  | 414  | 411  | 418  | 387  | 356  |

| 1901 | 1906 | 1911 | 1921 | 1926 | 1931 | 1936 | 1946 | 1954 |
| ---- | ---- | ---- | ---- | ---- | ---- | ---- | ---- | ---- |
| 346  | 327  | 317  | 303  | 285  | 292  | 231  | 232  | 215  |

| 1962 | 1968 | 1975 | 1982 | 1990 | 1999 | 2005 | 2006 | 2010 |
| ---- | ---- | ---- | ---- | ---- | ---- | ---- | ---- | ---- |
| 205  | 201  | 218  | 208  | 193  | 208  | 216  | 210  | 230  |

| 2015 | 2020 | 2022 | - | - | - | - | - | - |
| ---- | ---- | ---- | - | - | - | - | - | - |
| 231  | 240  | 237  | - | - | - | - | - | - |

Claracq fait partie de l'aire d'attraction de Pau.

## Culture locale et patrimoine

### Patrimoine civil
Les vestiges d'un ensemble fortifié (ou castelnau) du XIe siècle témoignent du passé ancien de la commune.
Une croix de chemin de 1855 est inscrite à l'inventaire général du patrimoine culturel.
Le château fut reconstruit au XIXe siècle.
Claracq présente un ensemble de fermes et de demeures construites entre le XVIIe et le XIXe siècle.
Au lieu-dit Mouly, un moulin qui apparaissait sur la carte de Cassini, est référencé par le ministère de la Culture.

### Patrimoine religieux
L'église de l'Assomption-de-la-Bienheureuse-Vierge-Marie date partiellement du XIe siècle. Elle recèle des objets, des tableaux et du mobilier inscrits à l'inventaire général du patrimoine culturel.

## Équipements
Enseignement
Claracq dispose d'une école primaire, qu'elle met en commun avec Carrère au sein d'un regroupement pédagogique intercommunal.